# Persilamp
Persilamp eller Pägertjärn är en sjö i Torsby kommun i Värmland och ingår i Göta älvs huvudavrinningsområde. Vid sjön finns en kommunal badplats. Inplantering av ädelfisk görs av Lekvattnets FVOF.
Namnet Persilamp innehåller det finska ordet lampi som betyder tjärn, ett spår av de skogsfinnar som bodde där. 